# Airbus A320
Familia Airbus A320 este o serie de avioane cu fuzelaj îngust dezvoltate și produse de Airbus. A320 a fost lansat în martie 1984, a zburat pentru prima dată pe 22 februarie 1987 și a fost introdus în aprilie 1988 de către Air France. Primul membru al familiei a fost urmat de modelul mai lung A321 (livrat pentru prima dată în ianuarie 1994), A319 mai scurt (aprilie 1996) și A318 și mai scurt (iulie 2003). Asamblarea finală are loc la Toulouse în Franța; Hamburg în Germania; Tianjin în China din 2009; și Mobile, Alabama în Statele Unite din aprilie 2016.
Avionul bimotor are o secțiune transversală economică formată din șase rânduri de scaune și a venit cu motoare turboventilator CFM56 sau IAE V2500, cu excepția modelului A318 ce are un motor CFM56/PW6000. Familia a fost pionier în utilizarea comenzilor de zbor digitale fly-by-wire și side-stick în avioanele de linie. Variantele oferă greutăți maxime la decolare de la 68 la 93,5 tone, pentru a acoperi 5.740-6.940 de kilometri. Modelul A318 lung de 31,4 m găzduiește de obicei 107 până la 132 de pasageri. A319 cu 124-156 locuri are 33,8 m lungime. A320 are o lungime de 37,6 m și poate găzdui între 150 și 186 de pasageri. A321 de 44,5 m oferă 185 până la 230 de locuri.
În decembrie 2010, Airbus a anunțat modelul A320neo remotorizat, care a intrat în serviciu cu Lufthansa în ianuarie 2016. Cu turboventilatoare mai eficiente și alte îmbunătățiri, precum winglet-uri, oferă o economie de combustibil cu până la 15% mai bună. A320-urile anterioare sunt acum numite A320ceo.
American Airlines este cel mai mare operator de A320, cu 469 de aeronave în flota sa. În octombrie 2019, familia A320 a depășit Boeing 737, devenind cel mai bine vândut avion de linie. În decembrie 2023, au fost comandate în total 18.460 de aeronave din familia A320 și 11.263 livrate, dintre care 10.562 de aeronave erau în serviciu cu peste 350 de operatori. Flota globală de A320 a efectuat peste 167 de milioane de zboruri în peste 307 de milioane de ore de la intrarea în serviciu. A320ceo a concurat inițial cu 737 Classic și MD-80, apoi cu succesorii lor, 737 Next Generation și respectiv MD-90, în timp ce 737 MAX este răspunsul lui Boeing la A320neo.

## Facilități
Avionul posedă un culoar mai larg decât competiția, pentru a ușura accesul pasagerilor, și spațiu de stocare deasupra scaunelor mai mare. Sistemele de control și mentenanță sunt digitale, ca și o mare parte din sistemele avionice, putând fi upgradate foarte ușor. Controlul avionului este făcut cu ajutorul sistemelor EFIS folosindu-se un joystick în locul tradiționalei manșe. Printre facilitățile revoluționare ale aeronavelor s-au numărat - primul set complet digital de instrumente, primul sistem complet de control fly-by-wire dintr-un avion comercial. Spre deosebire de Boeing, Airbus nu oferă sisteme winglet pentru reducerea consumului și a turbulențelor din urma avionului. Deși a testat astfel de sisteme în trecut, a decis să nu le ofere comercial. În schimb, familia A320 are wingtip fence, folosite cu același scop ca și winglet-urile Boeing însă având dimensiuni mult mai reduse.

## Operațiuni
Avionul este gândit pentru operațiuni scurt și mediu curier, fiind unul din modelele favorite ale liniilor aeriene low cost (precum Easyjet, Jetblue, US Airways și Wizz Air) dar și al liniilor tradiționale (precum United sau Air France). Astăzi, singurul competitor al modelului este Boeing 737 NG, care oferă capacități similare (și este produs în cantități aproape identice cu modelul Airbus). Are o capacitate între 100 și 220 de pasageri, în funcție de model, asigurând flexibilitate în modul în care companiile își organizează zborurile.

## Accidente și incidente
Până în iulie 2010, 17 avioane din familia A320 s-au prăbușit, cu 789 de morți, o rată de sub 0,5% din avioanele livrate până în prezent. Majoritatea incidentelor au avut la bază erori de pilotaj (precum în cazul Gulf Air 072 și Indian Airlines 605). O problemă tehnică (care însă nu a dus la prăbușirea vreunui avion, sau la decese) a fost blocarea trenului de aterizare în 7 incidente. 6 avioane din acest model au fost deturnate, totalizând 1 deces din cauza acestui tip de activități teroriste.

## Modele
- A318 este modelul cel mai mic, gândit pentru a înlocui modelele vechi DC-9, și pentru a asigura un avion pentru zboruri lungi și cu puțini pasageri. Cu o capacitate de doar 108 pasageri, are o autonomie mai mare decât modelele superioare - de până la 6000 km. Concurența principală vine de la avioanele regionale - precum Embraer E-195 și CRJ-900 de la Bombardier. Alt competitor al modelului este Boeing 737-600. Vânzările au fost reduse, cu doar 100 de bucăți vândute. Un avantaj al modelului este compatibilitatea cu aeroportul London City.

- A319 este modelul secund al familiei, cu capacitate de 124 pasageri în configurație normală (156 în configurație cu o singură clasă, necesitând însă instalarea unei ieșiri de urgență suplimentare). Este modelul cel mai popular (alături de A320), cea mai mare comandă fiind de 120 bucăți, venită din partea Easyjet. Raza de acțiune este de 7200 km. A319 este oferit și în configurație de avion particular (A319CJ), folosit inclusiv pentru transportul șefilor de stat, cu o rază de acțiune de 12.000 km, respectiv în configurație doar clasă business (A319LR), cu 48 de locuri și un rezervor suplimentar, construit pentru zboruri transatlantice. Concurența este Boeing 737-700 și Boeing 737-700ER

- A320 este modelul standard, cu o capacitate de 150 de pasageri, și o rază de acțiune de 5400 km. Competitorul principal este Boeing 737-800.

- A321 este modelul cel mai mare, cu o capacitate de 186 pasageri în mod standard și o autonomie între 4300 și 5500 km. Este disponibil, în funcție de autonomie, în două modele, A321-100 și A321-200.

Compania Aerostar din Bacău, România produce și livrează ansamblul Shroud Box (cutia flapsului), ce face parte din componenta aripilor tuturor avioanelor din familia A320.

## Specificații tehnice
|                                                | A318                        | A319                          | A320                          | A321                          |
| ---------------------------------------------- | --------------------------- | ----------------------------- | ----------------------------- | ----------------------------- |
| Piloți                                         | 2                           | 2                             | 2                             | 2                             |
| Nr. pasageri                                   | 117 (1 clasă)               | 142 (1 clasă)                 | 180 (1 clasă)                 | 220 (1 clasă)                 |
| Lungime                                        | 31,45 m (103 ft 2 in)       | 33,84 m (111 ft)              | 37,57 m (123 ft)              | 44,51 m (146 ft)              |
| Lungimea aripilor                              | 34,10 m (111 ft 10 in)      | 34,10 m (111 ft 10 in)        | 34,10 m (111 ft 10 in)        | 34,10 m (111 ft 10 in)        |
| Unghiul aripilor                               | 25°                         | 25°                           | 25°                           | 25°                           |
| Înălțime                                       | 12,56 m (41 ft 2 in)        | 11,76 m (38 ft 7 in)          | 11,76 m (38 ft 7 in)          | 11,76 m (38 ft 7 in)          |
| Lățime cabină                                  | 3,70 m (12 ft 1 in)         | 3,70 m (12 ft 1 in)           | 3,70 m (12 ft 1 in)           | 3,70 m (12 ft 1 in)           |
| Lățime fuselaj                                 | 3,95 m (13 ft)              | 3,95 m (13 ft)                | 3,95 m (13 ft)                | 3,95 m (13 ft)                |
| Masă specifică                                 | 39.300 kg                   | 40.600 kg                     | 42.400 kg                     | 48.200 kg                     |
| Masă maximă autorizată la decolare             | 68.000 kg (149.900 lb)      | 75.500 kg (166.500 lb)        | 77.000 kg (169.000 lb)        | 93.500 kg (206.100 lb)        |
| Viteză croazieră                               | 0,79 Mach                   | 0,79 Mach                     | 0,79 Mach                     | 0,79 Mach                     |
| Viteză maximă                                  | 0,82 Mach                   | 0,82 Mach                     | 0,82 Mach                     | 0,82 Mach                     |
| Distanță de decolare la masă maximă autorizată | 1.355 m (4.446 ft)          | 1.950 m (6.398 ft)            | 2.090 m (6.857 ft)            | 2.180 m (7.152 ft)            |
| Autonomie                                      | 5.950 km / 3.200 nm         | 6.800 km / 3.700 nm           | 5.700 km / 3.000 nm           | 5.600 km or 3.050 nm          |
| Capacitate combustibil                         | 23.860 L                    | 23.860 L                      | 23.860 L                      | 23.860 L                      |
| Altitudine maximă de serviciu                  | 39.000 ft                   | 39.000 ft                     | 39.000 ft                     | 39.000 ft                     |
| Motoare                                        | 2 x PW6122A sau 2 x CFM56-5 | 2 x IAE V2500 sau 2 x CFM56-5 | 2 x IAE V2500 sau 2 x CFM56-5 | 2 x IAE V2500 sau 2 x CFM56-5 |